# Gastrotheca cornuta
Gastrotheca cornuta là một loài ếch trong họ Hemiphractidae.
Nó được tìm thấy ở Colombia, Costa Rica, Ecuador, và Panama.
Môi trường sống tự nhiên của nó là các khu rừng đất thấp ẩm nhiệt đới hoặc cận nhiệt đới và sông. Loài này đang bị đe dọa do mất môi trường sống.

## Hình ảnh

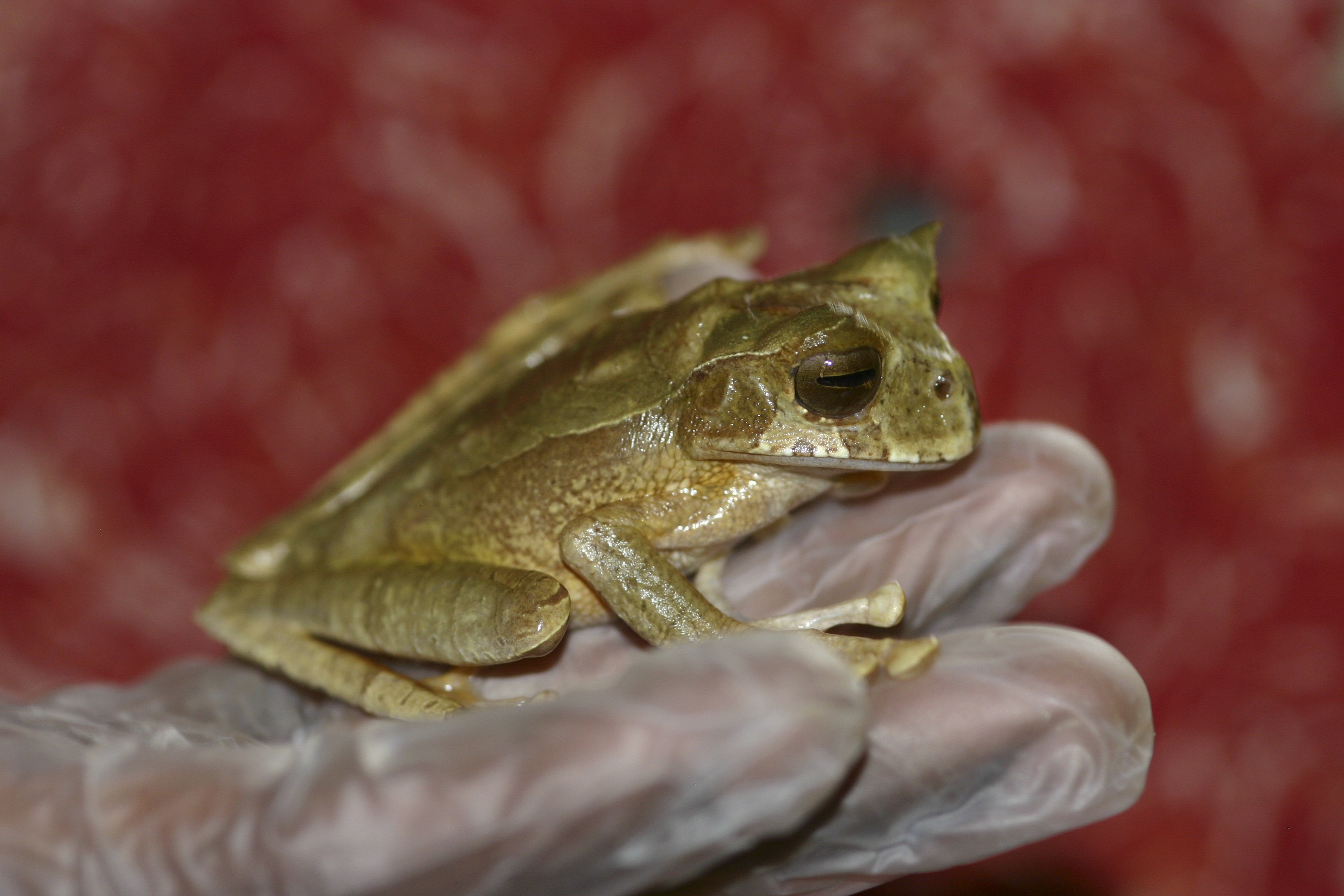
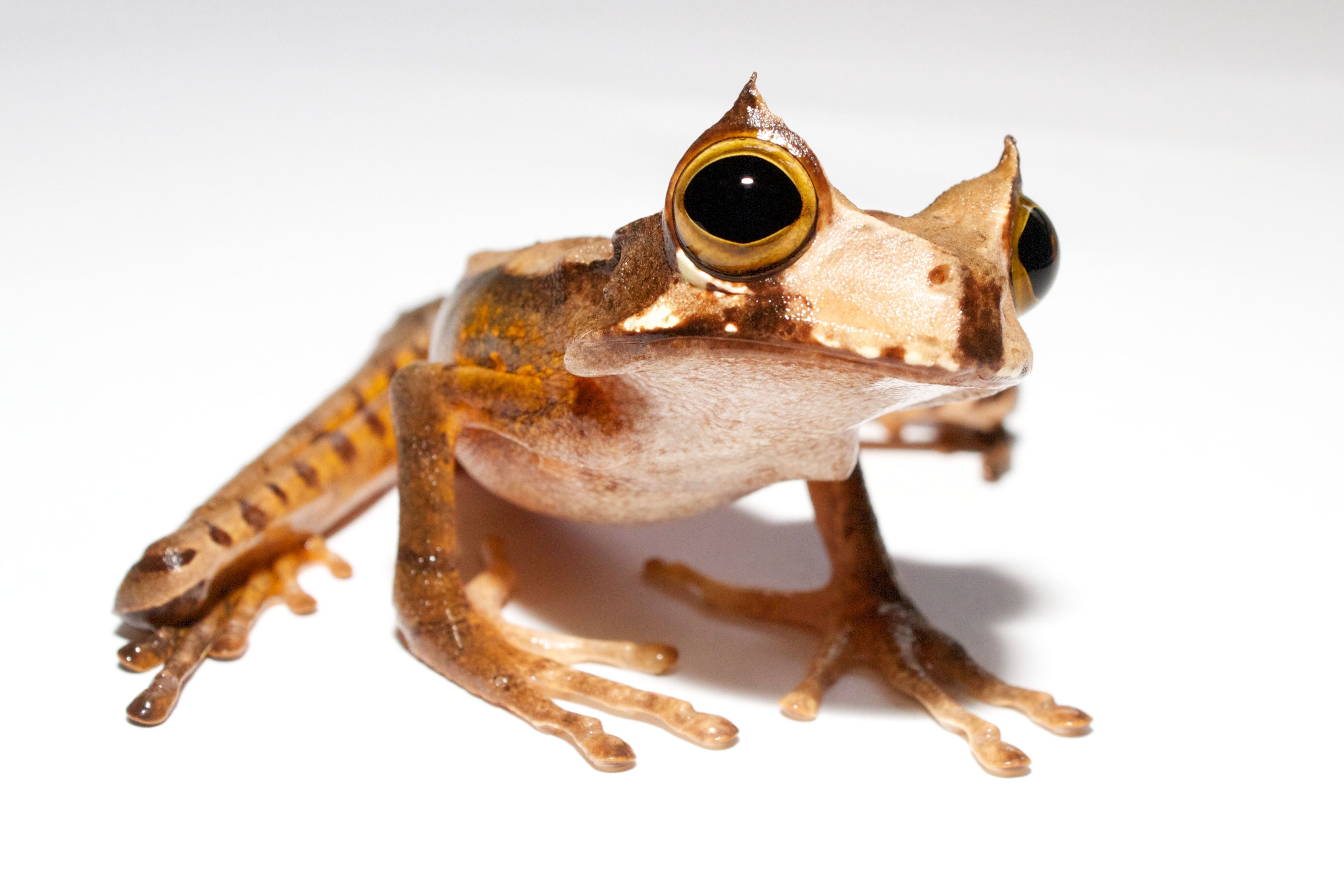
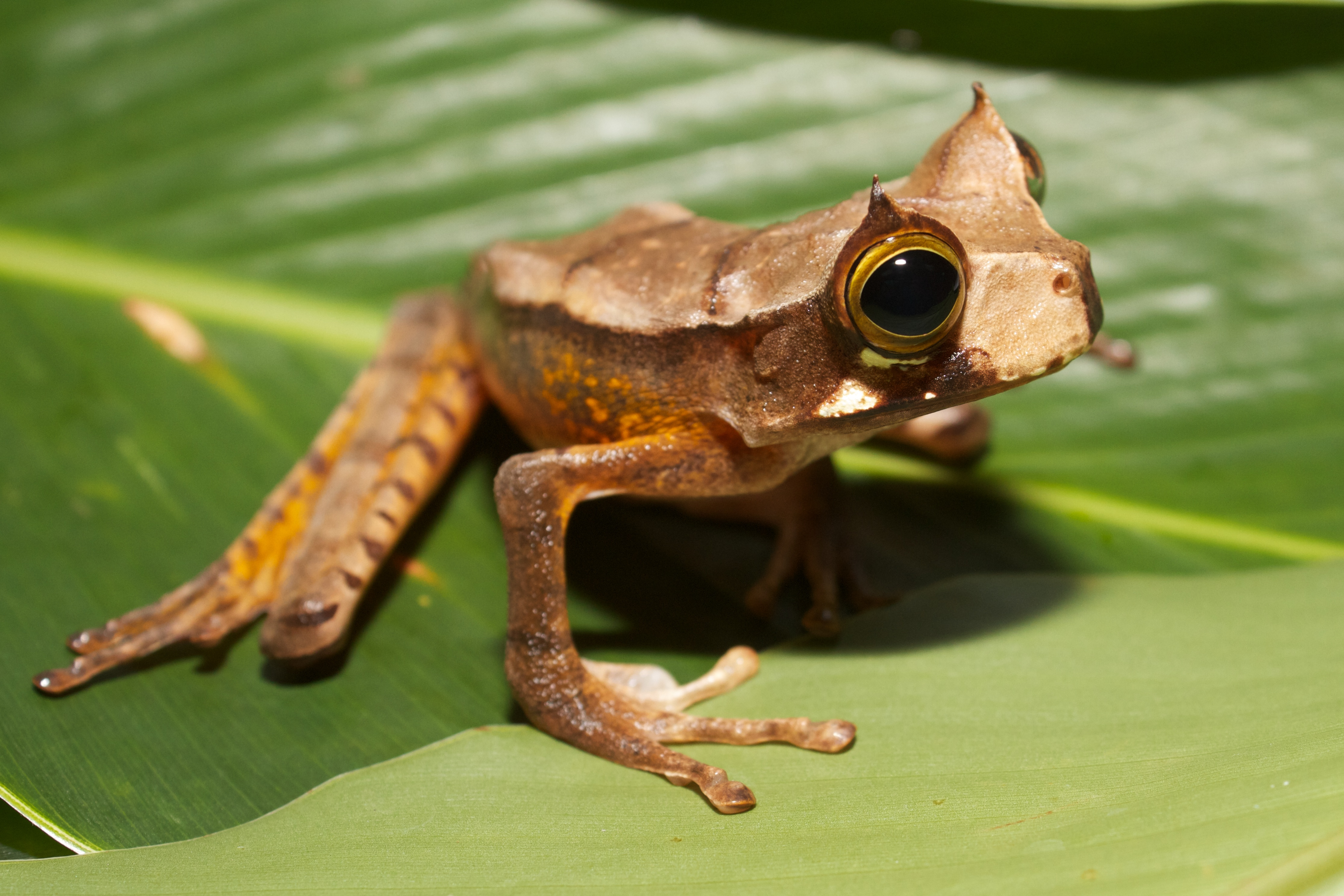
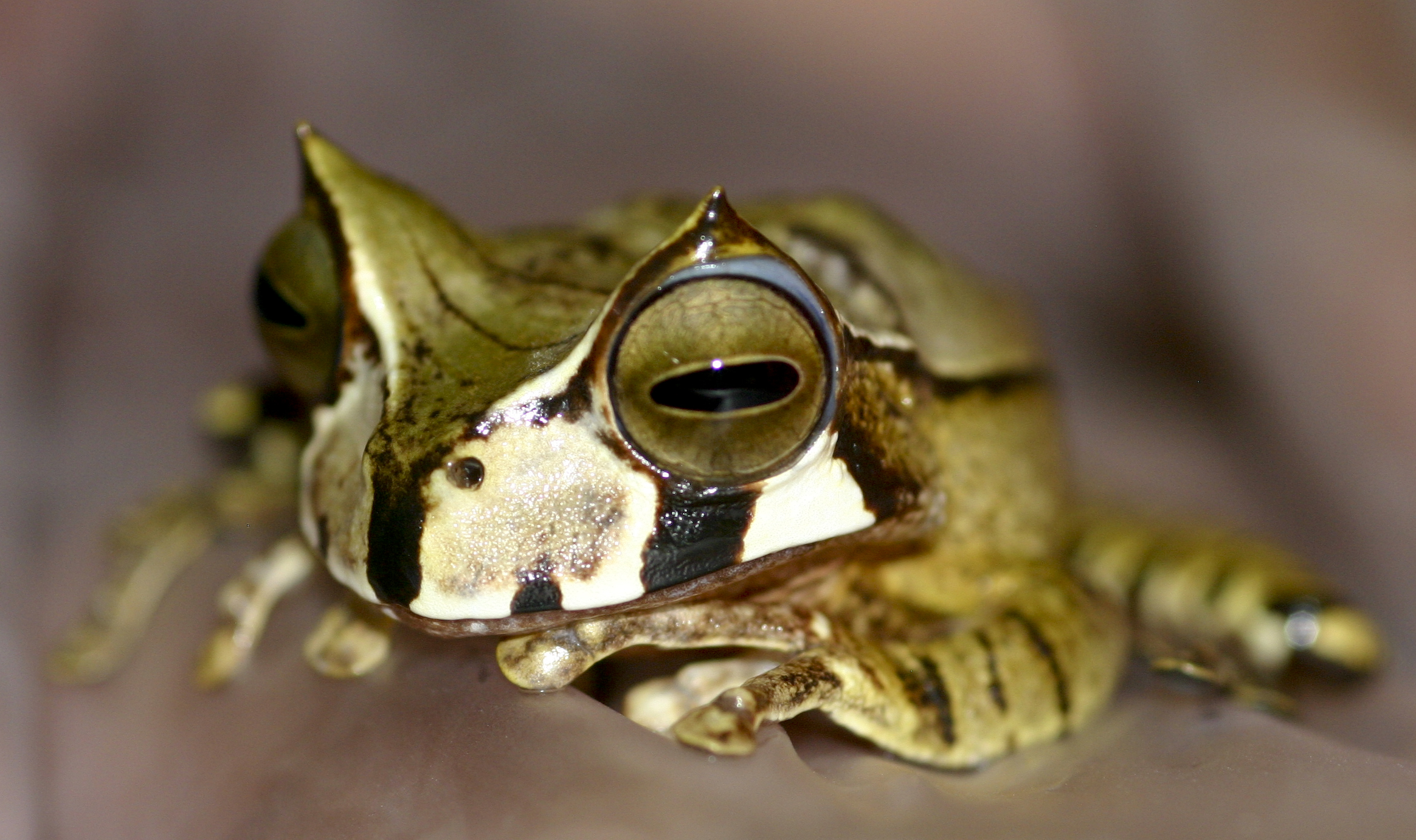